# Rocquencourt (Oise)
Rocquencourt é uma comuna francesa na região administrativa de Altos da França, no departamento de Oise. Estende-se por uma área de 9,81 km². Em 2010 a comuna tinha 197 habitantes (densidade: 20,1 hab./km²).